# Ват Чайваттханарам
Ват Чайваттханарам (тайск. วัดไชยวัฒนาราม — буддийский храм в бывшей столице Таиланда Аютии, за пределами острова, на правом берегу реки Чаупхрайя в районе Бан Пом (тайск. บ้านป้อม). Ват был основан в 1630 году королём Прасат Тхонгом и разрушен при взятии Аютии бирманцами в 1767 году, длительное время находился в руинированном состоянии, но в 1987 Министерство культуры Таиланда приняло решение о его восстановлении. В 1992 году был открыт для публики. Несмотря на то, что комплекс является одним из крупнейших и входит в историческое наследие Аютии, UNESCO не считает его частью Исторического города Аютия. В реестре министерства культуры данный объект зарегистрирован под номером 0000324.

## История и архитектура
Ват был первым, построенным в правление Прасат Тхонга, и располагался на земле, принадлежавшей его матери. В центре комплекса располагается 35-метровый пранг в кхмерском стиле. Вокруг него по углам квадратной платформы расположены четыре меньших пранга. На каждой из четырёх сторон главного пранга расположены входы, к которым ведут лестницы. Центральная платформа окружена восемью капеллами, построенными как чеди, соединённых квадратным переходом. Вдоль стены перехода располагались сто двадцать статуй сидящего Будды.
Капеллы в виде чеди внутри были расписаны фресками, а снаружи отделаны рельефами, изображающими сцены из жизни Будды. Сохранились лишь фрагменты фресок и рельефов. В четырёх угловых чеди находились по две статуи сидящего Будды, в четырёх средних — по одной.
С восточной стороны комплекса, между платформой и рекой, находился пхра убосот, а к северу и югу от него — две двенадцатиугольных в плане чеди. В них предположительно находился прах матери Прасат Тхонга. Весь комплекс вата был обнесён кирпичной оградой, покрытой черепицей.
Центральный пранг, Пранг Пратхан, символизирует гору Меру, представляющую ось мира. Четыре меньших пранга олицетворяют четыре континента, плывущих в четыре стороны света. На одном из континентов, Чхомпхутавит (тайск. ชมพูทวีป), живут люди. Квадратный переход ограничивает мир, символизируя Железные горы (тайск. กำแพงจักรวาล).
Ват принадлежал царю и использовался царской семьёй для церемоний. Здесь также проходила кремация принцев и принцесс.
После разрушения Аютии в 1767 году Ват Чайваттханарам был заброшен. Часть камня была продана, статуи Будды обезглавлены. В 1987 году началась реставрация комплекса, в 1992 году он был открыт для посещения.

## Интересные факты
В 1995 году в Аюттхае снимался фильм «Смертельная битва». По сценарию — пранг — «Храм света» в Китае.